# Crismery Santana
Crismery Santana (n. 20 aprilie 1995, Hato Mayor del Rey⁠(d), Hato Mayor Province⁠(d), Republica Dominicană) este o sportivă ce a reprezentat Republica Dominicană, medaliată olimpică. A participat la 2 ediții ale Jocurilor Olimpice (2020, 2024) în care a câștigat o medalie de bronz.